# Orde van Barbados
De Orde van Barbados (Engels: Order of Barbados) is een 1985 ingestelde Ridderorde die is opgedeeld in vier onderscheidingen.
De Orde werd door de Koningin van Barbados, Elizabeth II ingesteld maar op Barbados worden ook nog onderscheidingen in de Britse Ridderorden uitgereikt.

## De twee Orden en de twee decoraties van de Orde
De Orde van Sint-Andreas (Engels: "Order of St. Andrew") (KA) of (DA)
De Orde van de Broeders van de Eer van Barbados ("Companion of Honour of Barbados") (CHB)
De Kroon van Verdienste (Engels: "The Crown of Merit")
- De Kroon van Verdienste in Goud (Engels: "The Gold Crown of Merit") (GCM)
- De Kroon van Verdienste in Zilver (Engels: "The Silver Crown of Merit") (SCM)

Deze twee onderscheidingen worden voor verdiensten voor wetenschap, kunsten, sport en burgerzin verleend.
De Onderscheiding voor Goede Diensten van Barbados (Engels:"The Barbados Service Award")
- De Barbados Ster voor Goede Diensten (Engels: "Barbados Service Star") (BSS)
- De Barbados Medaille voor Goede Diensten (Engels: "Barbados Service Medal") (BSM)

Deze twee onderscheidingen worden aan politieagenten, brandweerlieden en gevangenenbewaarders verleend.